# Västanfjärd
Västanfjärd est une petite ancienne municipalité du sud-ouest de la Finlande, dans la région de Finlande du Sud-Ouest.
Elle a fusionné avec les communes de Kimito et Dragsfjärd au 1er janvier 2009 pour former la commune de Kimitoön.
Elle occupe seulement une petite partie de la grande île de Kimito, dans l'archipel de Turku. Petite communauté de pêcheurs, avec également une tradition ancienne de construction navale, elle est aujourd'hui largement à l'écart des principaux axes du pays. Sa population se maintient péniblement au-delà des 800, après un maximum historique à 1 700 dans les années 1920.
Farouchement suédophone, elle n'est devenue officiellement bilingue qu'en 1993, et le taux d'habitants de langue maternelle finnoise reste inférieur à 10 %.
C'est la commune de naissance de l'ancien ministre de l'environnement, de la défense et de l'intérieur, Jan-Erik Enestam. Il est actuellement directeur du Conseil nordique.